# Naustio
Naustio va ser un religiós del regne de Lleó, bisbe de Tui entre els anys c.926 i c.932. Enrique Flórez és el primer a fer referència a aquest bisbe, desconegut fins aleshores, perquè el document on és esmentat, de l'any 1112 sobre una notícia antiga, no havia estat compulsat en cap cartulari. Es diu que Naustio va residir i governar la seva diòcesi des del monestir de Labrugia, fundat pel seu predecessor, Hermogi, perquè la ciutat de Tui es trobava massa a prop de la frontera amb els musulmans i, a més, estava patint també l'atac dels normands. El bisbe va intercanviar una vila amb el rei Alfons IV de Lleó, per una situada a la vora del riu Nalón, anomenada Vinea. Flórez fa notar la falta de confirmacions a l'època d'aquest bisbe, i ho atribueix als desordres provocats pels fills del rei Ordoni II de Lleó, que van impedir la concessió de privilegis.